# Dom z kart (serial telewizyjny)
Dom z kart (ang. House of Cards) – angielski miniserial emitowany przez telewizję BBC w czterech odcinkach od 18 listopada do 9 grudnia 1990 r. Jest to adaptacja powieści pod tym samym tytułem autorstwa Michaela Dobbsa, polityka brytyjskiej Partii Konserwatywnej. Serial zyskał popularność na fali odejścia z polityki krytykowanej wówczas premier Wielkiej Brytanii, Margaret Thatcher. Sukces Domu z kart ugruntowały kontynuacje: miniseriale Rozgrywając królem (To Play the King, 1993) i Ostatnie rozdanie (The Final Cut, 1995). W Polsce Dom z kart wyemitował kanał Ale Kino+ od 9 do 16 września 2013 r.

## Fabuła
Dom z kart opowiada o Francisie Urquaharcie (Ian Richardson), fikcyjnym polityku brytyjskiej Partii Konserwatywnej, który dążąc do zdobycia stanowiska premiera Wielkiej Brytanii, dopuszcza się intryg, oszustw, a nawet zbrodni. Wspomaga go w tym żona Elisabeth (Diane Fletcher) oraz zmanipulowana przez niego młoda dziennikarka Mattie Storin (Susannah Harker).

## Nagrody
Dom z kart odniósł nie tylko sukces wśród widzów, ale też wśród krytyków. W 1991 r. serial otrzymał m.in. Nagrodę Emmy za najlepszy scenariusz miniserialu oraz siedem nominacji do Nagród BAFTA, zwyciężając za najlepszą rolę męską w serialu dla Iana Richardsona.

## Amerykańska adaptacja
W 2013 r. powstała amerykańska adaptacja Domu z kart – House of Cards z Kevinem Spaceyem w roli głównej.